# Keizō Hamada
Keizō Hamada (浜田恵造, Hamada Keizō) és un polític i buròcrata japonés actual governador de la prefectura de Kagawa des del 5 de setembre de 2010. Anteriorment ha estat al càrrec d'alt funcionari en diverses institucions com el Ministeri de Finances del Japó o el govern de la prefectura de Yamagata.

## Biografia
Keizō Hamada va nàixer el 10 de gener de 1952 a l'actual ciutat de Kanonji, a la prefectura de Kagawa. Hamada es graduà a la facultat de dret de la Universitat de Tòquio i començà a treballar al ministeri de finances del Japó l'any 1975. Després de treballar com a alt funcionari en nombrosos càrrecs del ministeri de finances, del govern prefectural de Yamagata o com a director de duanes, es va retirar el 2008. En retirar-se, va aconseguir un càrrec directiu a l'empresa d'organització i pagament de deutes de les autopistes del Japó. L'any 2010 es va presentar a les eleccions a governador a la seua prefectura natal, les quals va guanyar.

### Governador de Kagawa
Hamada es va presentar a les eleccions a governador de Kagawa per primera volta l'any 2010 com a candidat independent, tot i que amb el suport del Partit Liberal Democràtic i del Kōmeitō, ambdós de centre-dreta. Els punts centrals del seu programa van ser augmentar el nombre de turistes a Kagawa fins a 10 milions, l'ampliació de l'autopista de Takamatsu a quatre carrils, així com l'ampliació de la carretera nacional 11 i la millora de les qüalificacions escolars dels estudiants de Kagawa respecte de la mitjana nacional. L'any 2014 Hamada va revalidar el càrrec i, aquesta vegada, a més de rebre el suport dels partits de l'anterior vaegada, també ho va rebre del Partit Socialdemòcrata, així com la branca local del Partit Democràtic del Japó. Entre les seues promeses en aquestes eleccions van estar l'augment dels llocs de treball i l'augment de la població prefectural. L'any 2018 Hamada va revalidar el càrrec per tercera vegada consecutiva amb el suport del PLD, el Kômei, el PSD i el PDG amb un programa electoral on proposava l'augment de la previsió contra els desastres naturals o la lluita contra el despoblament i l'envelliment demogràfic, així com fer de Kagawa un destí principal de turisme recreatiu i cultural com la Triennal de Setouchi.